# تپه کلادر
تپه کلادر مربوط به دوران‌های تاریخی پس از اسلام است و در شهرستان تاکستان، روستای شتسق بالا واقع شده و این اثر در تاریخ ۲۸ فروردین ۱۳۸۰ با شمارهٔ ثبت ۳۷۲۳ به‌عنوان یکی از آثار ملی ایران به ثبت رسیده است.